# Andy Kaufman
Andrew Geoffrey Kaufman (Nova Iorque, 17 de janeiro de 1949 — Los Angeles, 16 de maio de 1984) foi um cantor, dançarino e ator performático estadunidense. Embora seja chamado de "comediante", Kaufman preferia se descrever como um "homem de música e dança". Foi chamado por muitos como um "anti-comediante". Ele desprezava contar piadas e se envolver em comédia como era tradicionalmente entendido, uma vez dizendo em uma entrevista: "Eu não sou um comediante, nunca contei uma piada. A promessa do comediante é que ele irá lá e fará você rir com ele. Minha única promessa é que tentarei entretê-lo da melhor maneira possível."

## Vida pregressa
Kaufman nasceu em 17 de janeiro de 1949, na cidade de Nova Iorque, era o mais velho de três filhos. Ele cresceu com seus irmãos mais novos Michael e Carol em uma família Judia de classe-média na cidade de Great Neck, Long Island. Sua mãe, Janice Bernstein (nome de batismo) era uma dona de casa e ex-modelo; seu pai, Stanley Kaufman, um comerciante de jóias. Kaufman começou a se apresentar em festas infantis aos 9 anos, tocando discos e mostrando desenhos. Kaufman passou grande parte de sua juventude escrevendo poemas e histórias, incluindo um romance não publicado, The Hollering Magoo, que ele completou aos 16 anos. Após a visita do musicista nigeriano Babatunde Olatunji em sua escola, Kaufman começou a tocar os congas.
Após se formar no ensino médio, em 1967, Kaufman tirou um ano de folga antes de entrar no Grahm Junior College, em Boston, onde estudou televisão e produção e estreou seu próprio show de televisão universitário, Uncle Andy´s Fun House. Em Agosto de 1969, ele foi de carona até Las Vegas para conhecer Elvis Presley. Em seguida, começou a performar em cafeterias, desenvolvendo seus atos e escrevendo sua peça de um ator, Gosh (posteriormente renomeada God e publicada em 2000). Depois de se formar na faculdade em 1971, começou a apresentar comédia de stand-up em diversos clubes pequenos da Costa Oeste estadunidense.

## Carreira
Sua vida profissional foi atribulada. Contratado pela American Broadcasting Company (ABC) para estrelar o seriado Taxi, interpretando o estrangeiro Latka Gravas, o humorista quebrou todas as estruturas da comédia convencional, apresentando números vanguardistas no teatro e em eventos públicos diversos. Conquistou o sucesso absoluto ao interpretar Elvis Presley e zombar de outras personalidades. Nesse universo, interpretava personagens que escondiam a sua verdadeira identidade, como o cantor Tony Clifton. Seus números irreverentes e criativos o tornaram célebre nos Estados Unidos na década de 1970 e década de 1980. Kaufman fez sucesso no programa Saturday Night Live e ganhou a admiração de críticos e artistas diversos com suas performances. Mas Kaufman não se considerava humorista e começou a realizar piadas herméticas para se relacionar com o público. Muitas vezes, irritava seus espectadores com pegadinhas, além de inventar falsas histórias para a imprensa americana. Kaufman queria ser o melhor artista do mundo e, após ser demitido da ABC, passou a fazer shows em ringues de luta livre, onde desafiava mulheres. Muitos o consideraram louco nessa fase, mas muito além da realidade, estava interpretando seus personagens realísticos. Kaufman chegou a ler durante horas um romance de F. Scott Fitzgerald para uma plateia entediada que pagara para assisti-lo em um show de humor. Essa concepção de humor o levou ao ostracismo.

## Morte
Em 1984 Kaufman anunciou que sofria de uma espécie rara de câncer no pulmão. A imprensa e tampouco amigos e parentes do artista acreditaram na doença que o mataria pouco tempo depois. Kaufman havia falado frequentemente de fingir sua própria morte como um grande engano. Rumores persistentes, alimentados por aparições esporádicas do famoso personagem de Kaufman, o cantor Tony Clifton, em clubes de comédia após a morte do comediante criaram uma grande dúvida sobre a veracidade da sua morte.
Um ano após a morte de Kaufman, Tony Clifton realizou uma performance no "The Comedy Store" em homenagem a Kaufman, membros de sua comitiva compareceram ao evento, e durante a década de 1990 a personagem fez várias aparições nas casas noturnas de Los Angeles. Jim Carrey, que retratou Kaufman em Man on the Moon, declarou na "NBC Special Comedy Salute to Andy Kaufman" que a pessoa que faz Tony Clifton é o comediante Bob Zmuda. O site oficial de Kaufman afirma que sua morte não era uma fraude.
Em 2013, respondendo a rumores após a aparição de uma atriz que afirmou ser a filha de Kaufman e que o comediante ainda estava vivo, o escritório do Coroner do condado de Los Angeles reeditou o certificado de óbito de Andy Kaufman para confirmar que Kaufman havia realmente falecido e ainda estava enterrado no cemitério Beth David. 
Em 2014, Zmuda e Lynne Margulies, namorada de Kaufman no momento da sua morte, co-autor do livro "Andy Kaufman: The Truth", Finalmente, afirmou que a morte de Kaufman era realmente uma "brincadeira", que Kaufman permaneceu vivo e logo se revelaria pois seu limite superior na "brincadeira" era de 30 anos. Kaufman não reapareceu. Michael Kaufman revelou que tinha encontrado no arquivo do irmão um plano para fingir a sua morte. Uma alegada filha, de 24 anos subiu ao palco na cerimônia da entrega dos prêmios, para explicar que Andy Kaufman é "um ótimo pai que fica em casa, cozinha e toma conta do lar", segundo disse a jovem, que não foi identificada. O site de entretenimento "The Smoking Gun" revelou que a alegada filha não passa de uma atriz nova-iorquina, chamada Alexandra Tatarsky, e que não tem qualquer relação familiar com o comediante.

## Homenagens
Andy Kaufman foi homenageado com o filme O Mundo de Andy, estrelado por Jim Carrey e dirigido por Milos Forman.
Em 2017 a Netflix lançou o documentário Jim & Andy: The Great Beyond, sobre os bastidores das filmagens de O Mundo de Andy, mostrando a transformação de Jim Carrey e as loucuras ocorridas nos bastidores do longa. 